# ماريو كاريلو
ماريو كاريلو (بالإسبانية: Mario Carrillo Zamudio) هو مدرب كرة قدم ولاعب كرة قدم مكسيكي في مركز الدفاع، ولد في 1956 في مدينة مكسيكو في المكسيك. لعب مع تيغريس أونال ونادي بويبلا.

## وصلات خارجية
- ماريو كاريلو على موقع الاتحاد الدولي (مؤرشف)  (الإنجليزية)
- ماريو كاريلو على موقع قاعدة بيانات كرة القدم.إي يو (الإنجليزية)
- ماريو كاريلو على موقع عالم كرة القدم.نت (الإنجليزية)
- ماريو كاريلو على موقع أوليمبيديا (الإنجليزية)